# دراگومیر فلبا
دراگومیر فلبا (سیریلیک صربی: Драгомир Фелба؛ انگلیسی: Dragomir Felba) بازیگر اهل صربستان است.
از فیلم‌ها یا مجموعه‌های تلویزیونی که وی در آن‌ها نقش داشته‌است، می‌توان به دروازه‌های بهشت اشاره نمود.